# Абдаллах Бадахоський
Абдалла́х (араб. عبد الله, ʿAbd Allāh; ? — 2 грудня 1045) — 2-й правитель Бадахоської тайфи (1022—1045). Засновник Афтаської династії. Походив із берберського племені мекнасів, що мешкали в районі Кордови. Син Мухаммада. Під час розпаду Кордовського халіфату був наближеним полководця Сабура, засновника Бадахоської тайфи. Став його візиром, розпорядником важливих державних справ. Перед смертю Сабура призначений регентом його малолітніх синів, але після кончини господаря перебрав на себе владу в Бадахосі, позбавивши своїх опікунів права на престол. Заклав основи процвітання Бадахоської тайфи. Вів перманенті війни із сусідами — Севільською тайфою та Леонським королівством. Відремонтував міські мури Бадахоса (1030). Помер у своїй столиці, в Бадахосі. Його наступником став син Абу Бакр. Прізвиська — Переможець (араб. المنصور, al-Manṣūr, аль-Мансур), Кирпатий (араб. الأفطس, al-Afṭas, аль-Афтас).

## Імена
- Абдалла́х / Абд Алла́х (араб. عبد الله, ʿAbd Allāh, МФА: [ʕabˈdɑllɑ]) — скорочено.
- Абу Мухаммад Абдалла́х ібн Мухаммад ібн Маслама ібн аль-Афтас (араб. أبو محمد عبد الله بن محمد بن مسلمة أو المنصور بن الأفطس, Abū Muḥammad ʿAbd Allāh b. Muḥammad b. Maslama b. al-Afṭas) — повне ім'я[1].
- Абдалла́х Перемо́жець / Абдалла́х аль-Мансур (араб. عبد الله المنصور, Abd Allāh al-Manṣūr) — прізвисько.
- Абдалла́х, син Кирпа́того / Абдалла́х ібн аль-Афта́с (араб. الأفطس عبد الله, Abd Allāh al-Afṭas).

## Біографія
Точна дата і місце народження Абдаллаха невідомі. Він походив із берберського племені мекнасів, що мешкали в районі Кордови від часів ісламського завоювання Іспанії. Батьківщиною Абдаллаха була так звана Жолудева долина, арабська назва сучасної іспанської комарки Лос-Педрочес у Кордовській провінції. Подібно до інших берберів він приписував собі престижніше арабське походження, виводячи свій рід від хім'яритів.
Абдаллах був візиром мусульманського полководця Сабура, управителя Бадахоса. На межі 1012—1013 років останній став засновником і першим правителем Бадахоської тайфи.
8 квітня 1022 року після смерті Сабура візир Абдаллах був призначений регентом при синах покійного — Абді аль-Азізі та Абді аль-Малікові. Проте він поступово узурпував владу і сам очолив тайфу, відсторонивши молодих претендентів від престолу. Сини Сабура втекли до Лісабона, де проголосили незалежність міста й округи від Бадахоса. Незадоволені їхнім правлінням лісабонці звернулися до Абдаллаха про допомогу. 1034 року він надіслав війська, які звільнили місто.
За правління Абдаллаха розпочалися тривалі війни Бадахоської тайфи із сусідньою мусульманською Севільською тайфою. Так, севільці під проводом Мухаммада в спілці з правителем Кармони взяли в облогу Бежу, розбили війська ібн-Тайфура із Мертоли, що йшли на підмогу обложеним, і здобули місто, вирізавши більшу частину його населення. Один із синів Абдаллаха потрапив у полон і був конвойований до Кармони. Він звільнився 1030 року (421 року за ісламським календарем), коли обидві сторони уклали мир.
Втім протистояння між Бадахосом і Севільєю продовжилося. Зокрема, 26 листопада 1033 року, або 15 листопада 1034 року (425 року за ісламськими календарем), коли син севільського правителя Ісмаїл повертався разом із Абдалахом з військового походу на Леонське королівство, бадахосці по зрадницькі напали на нього. Севільці були биті, а сам Ісмаїл ледве врятувався, вислизнувши до Оксоноби.
На жаль, джерела не місять детальної інформації про правління Абдаллаха. Хроніки лише згадують його наказ про ремонт міських мурів Бадахоса в 1030 році.
Абдаллах помер 2 грудня 1045 року (за ісламським календарем — 19 джумада-аль-авваль 437) в Бадахосі. Ця дата зазначена на його надгробку, знайденому 1774 року в мавританській цитаделі Бадахоса, але втраченому після 1855 року. Наступником Абдаллаха став його син Абу Бакр.

### Монографії, статті
- Abdesselem, Afif Ben. La dynastie Afṭaside de Badajoz // La vie littéraire dans l'Espagne musulmane sous les Mulūk al-Ṭawā'i. Damas: Presses de l'Ifpo, 2001.
- Ibn Bassām. Al-Ḏajīra fī mahāsin ahl al-ŷazīra, p. s. XII (ed. de I. ẓAbbās, vol II, Beirut, 1979, 640—646)
- Ibn ‘Iḏārī. Al-Bayān al-Mugrib, f. s. XIV (ed. de E. Lévi-Provençal, vol III, Paris, 1930, p. 236—237)
- Al-Marrakušī. Al-Mu‘ŷib fī taljīṣ ajbār al-Magrib (p.s. XIII), ed. R. Dozy, Leiden, 1881, p. 52-53.
- Ibn al-Jaṭīb. Kitāb aẓmāl al-aẓlām, (m. s. XIV), ed. E. Lévi-Provençal, Beirut, 1956, p. 183—184.
- Al-Maqqarī, Nafḥ al-ṭīb, p. s. XVII (ed. I. ‘Abbās, Beirut, 1968, IV, 351, VI, 209—210).
- Clément, F. Pouvoir et légitimité en Espagne musulmane à l’époque des taifas (Ve-XIe siècle). L'imam fictif, pról. de P. Guichard, París, L'Harmattan, 1997.
- Dozy, R. Historia de los musulmanes de España. Madrid, Turner, 1984, IV, 74-77.
- Historia de España de Menéndez Pidal, vol. VIII—I, Madrid, Espasa Calpe, 1996, p. 84.
- Idris, R. H. Les Afṭasides de Badajoz // Al-Andalus, XXX (1965), págs. 277—279.
- Lévi-Provençal, E. Inscriptions arabes d'Espagne. Leiden-París, E. J. Brill, 1936, p. 54-55.
- La Peninsule Iberique au Moyen Âge, Leiden, 1938, p. 58.
- Nykl, A. R. Der Aftasiden von Badajoz // Der Islam. Berlin, 1940, p. 16-48.
- Maíllo Salgado, F. La caída del Califato de Córdoba y los Reyes de Taifas. Salamanca, 1993, p. 176—178, 184—185, 196—200, 231—234.
- Martínez Núñez, Mª Antonia. Epigrafía funeraria en al-Andalus (siglos IX—XII) [Архівовано 23 липня 2020 у Wayback Machine.] // La España del Frente Popular, 2011, 41-1, p. 181—209.
- Viguera Molins, M.ª J. Las taifas // La España Musulmana de los siglos XI al XV, I. Los reinos de Taifas Al-Andalus en el siglo XI, en J. M.ª Jover Zamora (dir.), Historia de España de Menéndez Pidal, t. VIII. Madrid, Espasa-Calpe, 1994, p. 50-54.
- Rebollo Ávalos, M.ª J. La cultura en el reino taifa de Badajoz. Ibn ‘Abdun de Évora, Badajoz, 1997.
- Viguera Molins, M.ª J. Los reinos de taifas y las invasiones magrebíes. Madrid, Mapfre, 1992, p. 47-49.
- Wasserstein, D. The Rise and Fall of the Party Kings. Politics and Society in Islamic Spain, 1002—1086, Princeton, Princeton University Press, 1985.

### Довідники
- García Sanjuán, Alejandro. 'Abd Allah b. Muhammad b. Maslama b. al-Aftas [Архівовано 23 липня 2020 у Wayback Machine.] // Diccionario Biográfico Español... Madrid: Real Academia de la Historia, 2009. Vol. 1.
- Huici Miranda, A.; Seybold, C. F. Batalyaws // Encyclopédie de l'Islam 2. vol. I, 1954—2004, p. 1124—1125.
- Lévi-Provençal, E. Aftasides // Encyclopédie de l'Islam 2. VI, p. 249—250.
- Maíllo Salgado, Felipe. Sabur al-Saqlabi [Архівовано 23 березня 2021 у Wayback Machine.] // Diccionario Biográfico Español... Madrid: Real Academia de la Historia, 2013. Vol. 44.
- Ramírez del Río, José. Al-Muzaffar b. al-Aftas [Архівовано 23 липня 2020 у Wayback Machine.] // Diccionario Biográfico Español... Madrid: Real Academia de la Historia, 2010. Vol. 3.